# Lunderskov Kommune
Lunderskov Kommune i Vejle Amt blev dannet ved kommunalreformen i 1970. Ved strukturreformen i 2007 blev den indlemmet i Kolding Kommune sammen med Vamdrup Kommune, Vester Nebel Sogn i Egtved Kommune og det meste af Christiansfeld Kommune.

## Tidligere kommuner
Lunderskov Kommune blev dannet inden kommunalreformen ved frivillig sammenlægning af 2 sognekommuner:
| Kommune          | Folketal september 1965 | Byer                    |
| ---------------- | ----------------------- | ----------------------- |
| Lejrskov-Jordrup | 1.947                   | Jordrup                 |
| Skanderup        | 2.589                   | Lunderskov og Skanderup |
| I alt            | 4.536                   |                         |

De to sognekommuner hørte inden reformen under Ribe Amt, men blev i 1970 overflyttet til Vejle Amt.

## Sogne
Lunderskov Kommune bestod af følgende sogne, alle fra Anst Herred:
- Jordrup Sogn
- Lejrskov Sogn
- Skanderup Sogn

## Borgmestre[2]
| Navn                       | Parti      | Periode   |
| -------------------------- | ---------- | --------- |
| Holger "Danske" Skrydstrup | Lokalliste | 1970-1983 |
| Bent Bechmann              | Lokalliste | 1983-2002 |
| Hans Peter Andersen        | Venstre    | 2002-2006 |

## Valgresultater
| 3 | 4 | 6 |

| 9 | 4 |

| 3 | 3 | 7 |

| 9 | 4 |

| 3 | 5 | 5 |

| 7 | 6 |